# أحمد قديروف
أحمد خادجي عبد الحميدوفيتش كاديروف (23 أغسطس 1951 – 9 مايو 2004)، سياسي وثوري روسي، شغل منصب المفتي العام لجمهورية إشكيريا الشيشانية في التسعينيات خلال وبعد الحرب الشيشانية الأولى. غيّر موقفه مع اندلاع الحرب الشيشانية الثانية وانضم إلى صفوف الحكومة الروسية، وأصبح لاحقًا رئيسًا لجمهورية الشيشان في 5 أكتوبر 2003، بعد أن شغل منصب رئيس الإدارة منذ يوليو 2000.
في 9 مايو 2004، تم اغتياله على يد إسلاميين شيشانيين في غروزني، بتفجير قنبلة خلال عرض احتفالي بمناسبة يوم النصر. تولى ابنه رمضان كاديروف، الذي قاد ميليشيا والده منصب خليفته في مارس 2007 كرئيس لجمهورية الشيشان.

## البداية
ولد أحمد قديروف في كازاخستان عام 1951 وكانت أسرته ضمن الأسر التي قام الزعيم السوفييتي السابق ستالين بترحيلها من الشيشان خلال الحرب العالمية الثانية. درس قواعد الدين الإسلامي في جمهورية أوزبكستان السوفيتية خلال فترة الثمانينات ثم ظهر إلى السطح عام 1989 عندما تولى رئاسة أول معهد للدين الإسلامي في شمال القوقاز، ثم عين مفتيا للشيشان عام 1993.
كان أحمد قديروف هو الرجل الذي كانت الحكومة الروسية تأمل في أن يرسي قواعد الاستقرار في الشيشان التي مزقها الصراع مع المجاهدين.

## الحرب ضد الروس
وعلى الرغم من وصف المجاهدين الشيشان له بأنه خائن وعميل إلا أنه كان في زمن سابق لهذا زعيما دينيا يدعو للجهاد ضد روسيا وقائدا عسكريا من قيادات الشيشان. لكن موقفه تغير تماما بعد ذلك ليدين الأصولية الإسلامية ويرتمي في أحضان الحكومة الروسية. بينما كان قديروف مفتيا في عام 1995 بدأت الحرب في الشيشان في الفترة من عام 1994 وحتى 1996، وتولى قديروف مهمة جمع الأنشطة الدينية بدور أساسي ومؤثر كقائد للجماعات الانفصالية.

## الحرب مع الروس
غير أن كل هذه الأمور تغيرت تماما في عام 1999 عندما أدان بشكل علني محاولة القائد العسكري شامل باساييف لتشكيل دولة إسلامية عن طريق القوة المسلحة في جمهورية داغستان المجاورة.
كما دعا أهالي الشيشان أيضا إلى عدم مقاومة القوات الروسية لدى عودتها إلى الجمهورية في وقت لاحق من العام 1999. كما أنه قد ساعد أو لعب دورا في تسليم مدينة جوديرمس ثانية كبرى المدن الشيشانية للقوات الروسية دون طلقة رصاص واحدة. مما حافظ على المدينة من التدمير الشامل الذي واجهته غروزني. أطلق عليه القائد الانفصالي أصلان مسخادوف «العدو رقم 1» كما فصله من منصب مفتي الشيشان.
كانت هذه الأحداث هي التي وضعت قديروف على المشهد السياسي الروسي. فهو الشخص المطلوب لقيادة حكومة جديدة موالية للكرملين. وبعد مفاوضات صعبة قرر الرئيس الروسي فلاديمير بوتين تعيينه. كان هذا المزيج في شخصية قديروف التي كانت انفصالية في الماضي وإسلامية معتدلة موالية لموسكو هي التي جعلت الكرملين يقتنع بانه الرجل المناسب للحكم في غروزني.

## سبب التحول
في حوار أجرته معه قناة الجزيرة في عام 2000، حيث تحدث بإسهاب عن أسباب تحولة الكبير فكان مما كشفه رفضه لفترة حكم سليم خان يندرباييف ويبدو أن سبب ذلك كان موقف يندرباييف من المقاتلين العرب الموجودين في الشيشان وتأييده لهم، حيث قال قديروف: 'ولم أؤيد بندربيه يندرباييف على الرغم من ولائه لجوهر دوداييف ذلك أنه كان يدعم المتطرفين المتسترين براية الإسلام، ثم يبرز مواقفه من المقاتلين العرب الموجودون في الشيشان فيقول: "وفي حينه - أي عند الدخول الثاني للقوات الروسية 1999. قلت لمسخادوف: إن الفرصة الوحيدة لتفادي الحرب تتمثل في إصدار أمر بطرد كافة الأجانب، وعلى رأسهم خطّاب بالإضافة إلى تجريد شامل باسيف من كافة الرتب والمسؤوليات، ورفع دعوى ضده ولو كإجراء شكلي يهدف تحاشي انتقال الحرب إلى أراضينا. بالإضافة أيضًا إلى خطر كافة الحركات المتطرفة مهما كانت تسمياتها، وكان جوابه إن هذا ما تريده موسكو، ولذلك لن أقدم على هذه الخطوة، وهنا طرقت بنا الطرق على حد قوله.

## الرئاسة والحكم
فاز قديروف في أكتوبر/ تشرين الأول عام 2003 بالانتخابات الرئاسية التي يرى بعض الشيشان أنها غير نزيهة، حيث يشكك المراقبون الدوليون في نزاهة هذه الانتخابات بسبب عدم وجود منافس له في الانتخابات. وبعد أن تولى قيادة البلاد، وجد قديروف نفسه محاطا بالأعداء وسريعا ما أصبحت حياته هدفا سائغا للعديد من محاولات الاغتيال.
على الرغم من نظرة قيادة المجاهدين في الشيشان لقديروف على أنه دمية في يد الحكومة الروسية، إلا أنه كان ينتقد تصرفات الحكومة الروسية. اعترض على فشل روسيا في الاستثمار بشكل جيد في الشيشان، كما اتهم القوات الروسية صراحة بممارسة أعمال وحشية ضد المدنيين في الشيشان.

## الاغتيال
وقع انفجار ضخم يوم 9 مايو 2004 في ملعب دينامو بغروزني خلال الاحتفال بيوم النصر مما أدى إلى مصرع الرئيس الشيشاني أحمد قادروف واثنين من حرسه ورئيس مجلس الجمهورية حسين عيسايف، وقد أسفر الانفجار عن مقتل ما لا يقل عن 32 شخصا بينهم مصور صحفي يعمل مع وكالة رويترز وجرح نحو 46 آخرين بينهم القائد العسكري الروسي في القوقاز الجنرال فاليري بارنوف الذي وصفت إصابته بالخطيرة. وقد تبنى القائد الشيشاني شامل باساييف عملية اغتيال الرئيس الشيشاني.

## تواريخ هامة
- 1967 - الانتهاء من المدرسة باتشي - يورت.
- 1968 - درس قيادة الجرارات في كالينوفسكايا ستانيتسا، منطقة ناورسكي.
- 1969 1971 - عمل في «نوفوغروزنينسكي» sovkhoz، منطقة غوديرميسكيي.
- 1971 - 1980 عمل في شركة بناء في نيشيرنوزيم'ي وسيبيريا.
- 1980 دخل المدارس العربية في بخاري.
- 1982 - 1986 - تابع دراسة في جامعة طشقند العليا الإسلامية.
- 1986 - 1988 عمل كنائب خطيب مسجد في جودرميس.
- 1989 1990 اسس أول معهد إسلامي في شمال القوقاز في قرية تشيرى وأصبح رئيس للمعهد.
- 1990 - دخل كلية الشريعة في الجامعة الإسلامية ب عمان.
- 1991 - عاد إلى الوطن.
- 1993 - عين نائبا لمفتي، في سبتمبر 1994 وعمل مفتي جمهورية الشيشان.
- 1995 - انتخب مفتي جمهورية اشكيريا الشيشانيه، وأعلن الجهاد ضد روسيا.
- 1999 أصبح رئيسا للجنة الإصلاح الدستوري.
- 2000 - - عين رئيسا لجمهورية الشيشان.
- 2001 - - منح وسام الصداقة.
- 5 أكتوبر 2003، انتخب رئيسا لجمهورية الشيشان.
- 9 مايو 2004 - اغتيل.
- 10 مايو 2004 منح لقب بطل الاتحاد الروسي.

## وصلات خارجية
- أحمد قديروف على موقع IMDb (الإنجليزية)
- أحمد قديروف على موقع مونزينجر (الألمانية)
- أحمد قديروف على موقع إن إن دي بي (الإنجليزية)
- أحمد قديروف على موقع كينوبويسك (الروسية)
- Akhmad Kadyrov: Had I been the dictator of Chechnya by آنا بوليتكوفسكايا, نوفيا جازيتا, 22 March 2002
- Obituary: Akhmad Kadyrov, بي بي سي نيوز, 9 May 2004
- Obituary Akhmad Kadyrov, Chechen president widely seen as Moscow puppet, الغارديان, 10 May 2004
- Obituaries: Akhmad Kadyrov, Russian-backed President of Chechnya[وصلة مكسورة], ذي إندبندنت, 11 May 2004
- Obituary in brief: Akhmad Kadyrov, president of Chechnya, ذي إيكونوميست, 19 May 2004